# Chữ số Thái Lan
Chữ số Thái Lan (tiếng Thái: เลขไทย, IPA: lêːk̚ tʰaj) là hệ đếm số từ của Thái Lan, có nguồn gốc từ chữ số Khmer.

## Sử dụng
Tiếng Thái không có số ngữ pháp. Khi chỉ số lượng, ta lần lượt dùng danh từ đi cùng với số và loại từ. "Năm giáo viên" khi đó sẽ được viết thành "giáo viên năm người" - khru ha khon (tiếng Thái: ครูห้าคน) hoặc thay "năm" bằng số Thái (tiếng Thái: ครู ๕ คน). Loại từ trong tiếng Thái không phân thứ bậc.
Danh sách ở đây liệt kê một vài loại từ như đã nêu trên.

## Chữ số chính

### 0 đến 10
Khi dùng hệ chữ số Ả Rập, số không được viết là 0, nhưng sẽ được viết nhỏ và tròn hơn (๐) khi dùng chữ số truyền thống. Bảng dưới đây trình bày các số từ 0 đến 10 và sự tương đồng của chúng đối với các ngôn ngữ như Quảng Đông hay Mân Nam ở khu vực Hoa Nam, Trung Quốc - nơi được cho là quê hương của người dân tộc Thái. Từ nguyên của các số 2, 3, 4, 6, 7, 8, 9, và 10 bắt nguồn từ thời trung đại, trong khi từ nguyên của số 5 bắt nguồn từ thời cổ đại Trung Quốc.
Chú ý: RGTS (Royal Thai General System of Transcription) là hệ thống chuyển tự tiếng Thái sang ký tự Latinh của Thái Lan.
| Số | Cách viết trong tiếng Thái | Cách viết trong tiếng Thái | Cách viết trong tiếng Thái | Cách viết trong tiếng Thái | Cách viết trong tiếng Thái | Cách viết trong tiếng Thái                                                        |
| Số | Bằng số                    | Bằng chữ                   | RTGS                       | IPA                        | Từ cổ                      | Từ nguyên                                                                         |
| -- | -------------------------- | -------------------------- | -------------------------- | -------------------------- | -------------------------- | --------------------------------------------------------------------------------- |
| 0  | ๐                          | ศูนย์                        | sun                        | /sǔːn/                     |                            | bắt nguồn từ tiếng Phạn: śūnya                                                    |
| 1  | ๑                          | หนึ่ง                        | nueng                      | /nɯ̀ŋ/                      | อ้าย (âai)                  | tiếng Proto-Tai: /nʉŋ/                                                            |
| 2  | ๒                          | สอง                        | song                       | /sɔ̌ːŋ/                     | ยี่ (yîi)                    | Hán Trung đại: /saŋ/ (tiếng Mân Nam: 雙 sang1) và /nyijH/ (tiếng Mân Nam: 二 ji7) |
| 3  | ๓                          | สาม                        | sam                        | /sǎːm/                     | สาม (sǎam)                 | Hán Trung đại: /sam/ (tiếng Khách Gia/Quảng Đông: 三sam1)                         |
| 4  | ๔                          | สี่                          | si                         | /sìː/                      | ไส (sǎi)                   | Hán Trung đại: sijH (tiếng Mân Nam: 四 si3)                                       |
| 5  | ๕                          | ห้า                         | ha                         | /hâː/                      | งั่ว (ngûa)                  | Hán Cổ đại /*ŋaʔ/ (tiếng Mân Nam: 五 ngo.)                                        |
| 6  | ๖                          | หก                         | hok                        | /hòk/                      | ลก (lók)                   | Hán Trung đại: /ljuwk/ (tiếng Khách Gia/Quảng Đông: 六 liok8)                     |
| 7  | ๗                          | เจ็ด                        | chet                       | /t͡ɕèt/                     | เจ็ด (jèd)                  | Hán Trung đại: /tshit/ (tiếng Mân Nam: 七 chit4)                                  |
| 8  | ๘                          | แปด                        | paet                       | /pɛ̀ːt/                     | แปด (pàed)                 | Hán Trung đại: /peat/ (tiếng Quảng Đông: 八 pat4)                                 |
| 9  | ๙                          | เก้า                        | kao                        | /kâːw/                     | เจา (jao)                  | Hán Trung đại: /kjuwX/ (tiếng Mân Nam: 九 kau2)                                   |
| 10 | ๑๐                         | สิบ                         | sip                        | /sìp/                      | จ๋ง (jǒng)                  | Hán Trung đại: dzyip (tiếng Mân Nam/Khách Gia: 十 sip8)                           |

Các ký tự để viết chữ số trong tiếng Thái cũng có nhiều điểm tương đồng với tiếng Khmer và tiếng Lào, đặc biệt là tiếng Lào.
| Số | Thái    | Thái     | Thái  | Thái    | Thái                   | Khmer   | Khmer    | Khmer       | Lào     | Lào      | Lào    |
| Số | Bằng số | Bằng chữ | RTGS  | IPA     | Từ cổ                  | Bằng số | Bằng chữ | IPA         | Bằng số | Bằng chữ | IPA    |
| -- | ------- | -------- | ----- | ------- | ---------------------- | ------- | -------- | ----------- | ------- | -------- | ------ |
| 0  | ๐       | ศูนย์      | sun   | /sǔ:un/ | (từ tiếng Phạn: śūnya) | ០       | សូន្យ      | /soun/      | ໐       | ສູນ       | /sǔːn/ |
| 1  | ๑       | หนึ่ง      | nueng | /nùng/  | อ้าย (âai)              | ១       | មួយ       | /muəj/      | ໑       | ນຶ່ງ       | /nɯ̌ŋ/  |
| 2  | ๒       | สอง      | song  | /sɔ̌ːŋ/  | ยี่ (yîi)                | ២       | ពីរ       | /piː/       | ໒       | ສອງ      | /sǒːŋ/ |
| 3  | ๓       | สาม      | sam   | /sǎːm/  | สาม (sǎam)             | ៣       | បី        | /ɓəj/       | ໓       | ສາມ      | /sǎːm/ |
| 4  | ๔       | สี่        | si    | /sìː/   | ไส (sǎi)               | ៤       | បួន       | /ɓuən/      | ໔       | ສີ່        | /sìː/  |
| 5  | ๕       | ห้า       | ha    | /hâː/   | งั่ว (ngûa)              | ៥       | ប្រាំ       | /pram/      | ໕       | ຫ້າ       | /hâː/  |
| 6  | ๖       | หก       | hok   | hòk     | ลก (lók)               | ៦       | ប្រាំមួយ     | /pram muəj/ | ໖       | ຫົກ       | /hók/  |
| 7  | ๗       | เจ็ด      | chet  | /t͡ɕèt/  | เจ็ด (jèd)              | ៧       | ប្រាំពីរ     | /pram piː/  | ໗       | ເຈັດ      | /t͡ɕét/ |
| 8  | ๘       | แปด      | paet  | /pɛ̀ːt/  | แปด (pàed)             | ៨       | ប្រាំបី      | /pram ɓəj/  | ໘       | ແປດ      | /pɛ́t/  |
| 9  | ๙       | เก้า      | kao   | /kâːw/  | เจา (jao)              | ៩       | ប្រាំបួន     | /pram ɓuən/ | ໙       | ເກົ້າ      | /kâw/  |
| 10 | ๑๐      | สิบ       | sip   | /sìp/   | จ๋ง (jǒng)              | ១០      | ដប់       | /ɗɑp/       | ໑໐      | ສິບ       | /síp/  |

### ǔ10 đến 1 triệu
| Số        | Tiếng Thái | Tiếng Thái | RTGS         | IPA            | Ghi chú                                  |
| --------- | ---------- | ---------- | ------------ | -------------- | ---------------------------------------- |
| 10        | ๑๐         | สิบ         | sip          | sìp            |                                          |
| 11        | ๑๑         | สิบเอ็ด      | sip et       | sìp èt         |                                          |
| 12        | ๑๒         | สิบสอง      | sip song     | sìp sɔ̌ːŋ       |                                          |
| 20        | ๒๐         | ยี่สิบ        | yi sip       | jîː sìp        |                                          |
| 21        | ๒๑         | ยี่สิบเอ็ด     | yi sip et    | jîː sìp èt     |                                          |
| 22        | ๒๒         | ยี่สิบสอง     | yi sip song  | jîː sìp sɔ̌ːŋ   |                                          |
| 30        | ๓๐         | สามสิบ      | sam sip      | sǎːm sìp       |                                          |
| 31        | ๓๑         | สามสิบเอ็ด   | sam sip et   | sǎːm sìp èt    |                                          |
| 32        | ๓๒         | สามสิบสอง   | sam sip song | sǎːmː sìp sɔ̌ːŋ |                                          |
| 100       | ๑๐๐        | ร้อย        | roi          | rɔ́ːj           |                                          |
| 1 000     | ๑๐๐๐       | พัน         | phan         | pʰan           |                                          |
| 10 000    | ๑๐๐๐๐      | หมื่น        | muen         | mɯ̀ːn           | Từ thời trung đại Trung Quốc: /mʉɐnH/ 萬 |
| 100 000   | ๑๐๐๐๐๐     | แสน        | saen         | sɛ̌ːn           |                                          |
| 1 000 000 | ๑๐๐๐๐๐๐    | ล้าน        | lan          | láːn           |                                          |

### Lớn hơn 1 triệu
Dùng ล้าน (lan, đơn vị triệu) kết hợp với các đơn vị nhỏ hơn để ghi số. Ví dụ, 10 triệu sẽ là สิบล้าน (sip lan); 1 tỷ sẽ là พันล้าน (phan lan, kết hợp 1 ngàn với 1 triệu) và 1 ngàn tỷ sẽ là ล้านล้าน (lan lan, kết hợp 1 triệu với 1 triệu).

### Số thập phân và phân số

#### Số thập phân
Thông thường, để gọi số thập phân, ta thêm từ chut vào số đó để chỉ dấu thập phân (จุด, có nghĩa là "dấu chấm", tiếng Việt dùng dấu phẩy). Ví dụ, 1,01 đọc là nueng chut sun nueng (หนึ่งจุดศูนย์หนึ่ง, nguyên văn: một chấm không một).

#### Phân số
Phân số được gọi bằng cách thêm từ nai (ใน, có nghĩa là "ở trong", "của") hoặc suan (ส่วน, có nghĩa là "phần"), tương tự như tiếng Việt dùng từ "phần".
Công thức đọc phân số sẽ là: [set] x suan y ([เศษ] x ส่วน y, x phần y, set (เศษ) có thể được lược bỏ). Ví dụ, ⅓ đọc là nueng nai sam (หนึ่งในสาม, một phần ba) hoặc [set] nueng suan sam ([เศษ]หนึ่งส่วนสาม).
Từ khrueng (ครึ่ง) có nghĩa là "một nửa". Từ này đứng trước loại từ nếu dùng đơn độc, và đứng sau loại từ nếu có thêm số từ đi kèm nữa. Như vậy, kradat khrueng phaen (กระดาษครึ่งแผ่น, một nửa tờ giấy) sẽ có nghĩa nguyên văn là: "giấy một nửa tờ ", và kradat nueng phaen khrueng (กระดาษหนึ่งแผ่นครึ่ง, một tờ giấy rưỡi) có nghĩa nguyên văn là: "giấy một tờ và một nửa".

### Số âm
Số âm được gọi bằng cách thêm từ lop (ลบ, có nghĩa là "âm") vào phía trước của số đó. Ví dụ, −11 sẽ đọc là lop sip et (ลบสิบเอ็ด, âm mười một).

### Số thứ tự
Gọi tên bằng cách thêm từ thi (ที่, có nghĩa là "ở", "thứ", "vị trí thứ", tương tự như tiếng Việt) vào phía trước của số đó. Đây không được coi là một nhóm số từ đặc biệt vì nó vẫn có thể theo sau một danh từ cụ thể.
| Tiếng Thái | RTGS      | IPA       | Nghĩa    |
| ---------- | --------- | --------- | -------- |
| ที่หนึ่ง       | thi nueng | tʰîː nɯ̀ŋ  | thứ nhất |
| ที่สอง       | thi song  | tʰîː sɔ̌ːŋ | thứ hai  |
| ที่สาม       | thi sam   | tʰîː sǎːm | thứ ba   |
| ที่สี่         | thi si    | tʰîː sìː  | thứ tư   |
| ที่#         | thi #     | tʰîː      | thứ #    |

## Chữ số khác

### Ai
Ai (tiếng Thái: อ้าย) là từ dùng để chỉ "con (trai) đầu lòng" hay Tháng Một, duean ai (เดือนอ้าย, Tháng Giêng) trong Âm lịch Thái Lan.

### Ek
Ek (tiếng Thái: เอก) bắt nguồn từ tiếng Pali ḗka, có nghĩa là "một". Ek có thể hiểu là "thứ nhất" (trong tên của thanh điệu thấp เสียงเอก sieng ek và trong thứ hạng học vị, quân hàm Thái); hoặc "chính" (khi nhắc đến vai diễn chính). Thời xưa, trong gia đình, người con gái thứ bảy được gọi là luk ek (ลูกเอก), còn người con trai thứ bảy được gọi là luk chet (ลูกเจ็ด).

### Et
Et (tiếng Thái: เอ็ด, tiếng Quảng Đông: 一, yat1; Mân Nam: 一, it4), có nghĩa là "một". Các số từ 11, 21, 31 đến 91 được gọi là สิบเอ็ด (sip et), ยี่สิบเอ็ด (yi sip et), สามสิบเอ็ด (sam sip et) và เก้าสิบเอ็ด (kao sip et) chứ không phải สิบหนึ่ง (sip nueng), สองสิบหนึ่ง (song sip nueng), สามสิบหนึ่ง (sam sip nueng) hay เก้าสิบหนึ่ง (kao sip nueng). Et ở đây có thể coi là "mốt" trong tiếng Việt, nhưng áp dụng cho cả số 11.

### Yi
Yi (tiếng Thái: ยี่, tiếng Quảng Đông: 二, yi6; Mân Nam: 二, ji7), có nghĩa là "hai", bên cạnh từ song (สอง) đã có. Các số từ 20 đến 29 lần lượt sẽ là yi sip (20), yi sip et (21) tới yi sip kao (29). Tháng Hai còn có tên gọi duean yi (เดือนยี่) trong Âm lịch Thái Lan.

### Tho
Tho (tiếng Thái: โท) bắt nguồn từ tiếng Pali dūā, có nghĩa là "hai". Tho có thể hiểu là "thứ hai" (trong tên của thanh điệu luyến xuống เสียงโท sieng tho và trong thứ hạng học vị, quân hàm Thái).

### Sao
Sao (tiếng Thái: ซาว) có nghĩa là 20 trong tiếng Bắc Thái và tiếng Isan, chú ý sự tương đồng với xao (ຊາວ) trong tiếng Lào và (ꪏꪱꪫ) trong tiếng Thái Đen.

### Lo
Lo (tiếng Thái: โหล) có nghĩa là một tá (12) và thường được dùng trong thương mại. Lo cũng có nghĩa là "hộp" hay "lọ".

### Kurut
Kurut (tiếng Thái: กุรุส) có nghĩa là một gốt (một tá tá, 144). Đây là từ mượn có gốc từ tiếng Anh gross (gốt) và thường được dùng trong thương mại.

### Kot
Kot (tiếng Thái: โกฏิ) bắt nguồn từ tiếng Pali/Phạn kōṭi, có nghĩa là "mười triệu" (10 000 000). Kot được tìm thấy trong các văn bản tôn giáo.